# ایزی‌گروپ
ایزی‌گروپ (انگلیسی: EasyGroup) شرکت خوشه‌ای بریتانیایی است، که در سال ۱۹۹۸ تأسیس شد.